# Autobahnkapelle „Licht auf dem Weg“

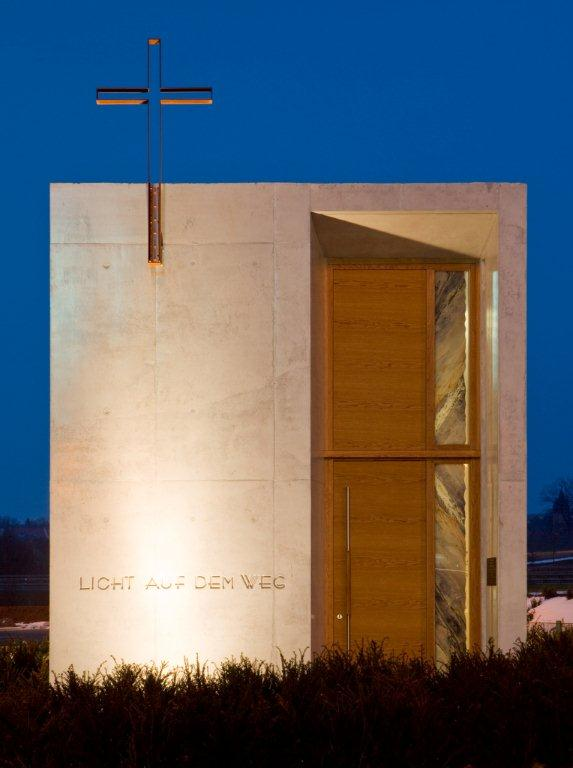
Kapelle „Licht auf dem Weg“

Die ökumenische Autobahnkapelle „Licht auf dem Weg“ befindet sich am Autobahnkreuz Kassel Mitte (A 7/A 49) auf dem Gelände des Autohofs Lohfeldener Rüssel. Sie wurde nach Plänen des Architekten Gerhard Greiner (Büro HHS Planer + Architekten, Kassel) gebaut und am 23. Oktober 2009 eingeweiht. Die Kapelle ist Tag und Nacht geöffnet.
Das würfelförmige Gebäude aus Sichtbeton hat eine Grundfläche von 5 × 5 Metern bei einer Höhe von 5,50 Metern. Die hohe Eingangstür korrespondiert mit der Höhe des Innenraums. In der Kapelle befindet sich eine kreuzförmige Stele aus brasilianischem Sandstein und der an der Wand umlaufende Schriftzug: UND SIEHE: ICH BIN BEI EUCH ALLE TAGE – JESUS CHRISTUS.
Kooperationspartner waren die Evangelische Kirche von Kurhessen-Waldeck, das Bistum Fulda und als privater Sponsor  Heinz Fehr.